# Grotte del Campo dei Fiori
Grotte del Campo dei Fiori è il nome di un sito di interesse comunitario e zona speciale di conservazione della rete Natura 2000 situato in provincia di Varese. Occupa una superficie di 894 ha compresa all'interno della zona di protezione speciale denominata Parco regionale Campo dei Fiori e dell'omonimo parco regionale.

## Descrizione e caratteristiche
Il sito si estende nelle porzioni settentrionali dei comuni di Barasso, Cocquio Trevisago, Comerio, Gavirate, Luvinate e Varese, in un territorio quasi interamente boscoso sul versante meridionale del Campo dei Fiori.
Il sito è caratterizzato da particolari tipi di habitat connessi alla presenza di carsismo, sia a livello epigeo, con campi solcati e doline, che ipogeo, con numerose grotte.
All'interno del sito è inoltre presente una sorgente collegata al fenomeno carsico attiva tutto l'anno: la Fontana del Ceppo.

## Habitat
Nel sito sono presenti sette habitat di interesse comunitario che occupano una superficie complessiva di 161,71 ha, pari al 18% della superficie complessiva dell'area protetta:
- Formazioni erbose secche seminaturali e facies coperte da cespugli su substrato calcareo (Festuco-Brometalia) (* notevole fioritura di orchidee)
- Pareti rocciose calcaree con vegetazione casmofitica
- Grotte non ancora sfruttate a livello turistico (per un totale di 86 grotte)
- Faggeti dell'Asperulo-Fagetum
- Foreste di versanti, ghiaioni e valloni del Tilio-Acerion
- Foreste alluvionali di Alnus glutinosa e Fraxinus excelsior (AlnoPadion, Alnion incanae, Salicion albae)
- Boschi pannonici di Quercus pubescens

## Flora
Non sono presenti specie vegetali considerate di interesse comunitario, né specie rare o minacciate.

## Fauna

### Uccelli
Nel sito sono segnalate complessivamente un centinaio specie di interesse comunitario. Tra queste si trovano i rapaci astore, sparviero eurasiatico, poiana comune, gheppio comune e allocco (è segnalato inoltre un esemplare di falco pellegrino), i passeriformi
il codibugnolo, cardellino, verdone comune, rampichino comune, merlo acquaiolo, pettirosso, ballerina bianca, ballerina gialla, cincia mora, cinciarella, cincia dal ciuffo, cinciallegra, cincia bigia, cincia bigia alpestre, codirosso spazzacamino, luì piccolo, ciuffolotto, fiorrancino, regolo comune, verzellino, picchio muratore, capinera e scricciolo comune e i picidi picchio rosso maggiore, picchio nero e picchio verde.
Altre specie di interesse comunitario che qui nidificano per la riproduzione sono i rapaci nibbio bruno e falco pecchiaiolo, gli apodiformi rondone e rondone maggiore, i passeriformi lucherino, balestruccio, canapino, rondine comune, pigliamosche comune, rigogolo, luì bianco, luì verde, beccafico e sterpazzola. Si trovano poi il torcicollo e la beccaccia. È infine segnalata una coppia di bianconi.

### Mammiferi
Tra i mammiferi considerati di interesse comunitario si trovano tre specie di pipistrelli: vespertilio di Bechstein, vespertilio di Capaccini e vespertilio smarginato.
La presenza di numero grotte consente la presenza di numerose altre specie di chirotteri: serotino comune, vespertilio di Daubenton, vespertilio di Natterer, nottola minore, pipistrello albolimbato, pipistrello nano, orecchione comune, orecchione alpino, molosso di Cestoni.
Altri mammiferi presenti sono il capriolo e il cervo nobile tra gli ungulati, faina, martora, donnola e tasso tra i mustelidi, e infine crocidura minore, toporagno comune, riccio comune, moscardino, ghiro e scoiattolo comune.

### Rettili
Sono presenti l'orbettino, il saettone, il biacco, l'aspide, il ramarro occidentale e la lucertola muraiola.

### Anfibi
Un'unica specie anfibia presente nel sito è considerata di interesse comunitario: il tritone crestato italiano. Le altre specie presenti sono il rospo comune, la rana agile, la rana alpina e la salamandra pezzata.

### Pesci
È segnalata la presenza di un'unica specie ittica, lo scazzone, che è considerata di interesse comunitario.

## Invertebrati
Tra gli invertebrati di interesse comunitario vi sono tre specie di insetti, cerambice della quercia, falena dell'edera e cervo volante, e un crostaceo, il gambero di fiume
Tra gli altri insetti, sono da segnalare anche Duvalius ghidinii e Maculinea arion.